# Orișkivți, Jîdaciv
Orișkivți (în ucraineană Орішківці) este un sat în comuna Kniselo din raionul Jîdaciv, regiunea Liov, Ucraina.

## Demografie
Componența lingvistică a localității Orișkivți
     Ucraineană (100%)
Conform recensământului din 2001, toată populația localității Orișkivți era vorbitoare de ucraineană (100%).